# パパロバ
『パパロバ』は、胡桃ちのによる日本の4コマ漫画作品。『まんがタイムラブリー』（芳文社）2008年9月号から2010年12月号まで掲載された後、『まんがタイム』（同社）に移籍し2011年1月号から2016年2月号まで連載された。

## ストーリー
元ホテルウーマンの和（なごみ）は、同級生が徳島県の海岸に温泉宿『眺居座 ゆほびか』を作ると聞き、その準備に参加。いつしかその宿の接客担当となり、顧客に最高のサービスを提供しようと奮闘する。当初は和と顧客のやりとりが中心だったが、和の恋愛模様についても語られるようになっていく。

## 登場人物
寿 和（ことほぎ なごみ）
主人公。神戸市の高級ホテルでコンシェルジュとして働いていたが、失恋とともにこれを退職。高校の同級生・梵（後述）が徳島県に温泉宿を作ると聞き、その開業準備に参加。開業後は『ゆほびか』の接客担当となる。
刀坂 梵（かたなざか ぼん）
和の親友で同級生。『ゆほびか』のオーナー。金勘定に煩い。
刀坂 紀（かたなざか かなむ）
梵の夫。『ゆほびか』の料理担当。元ヤンキーだが、梵の尻に敷かれている。
温溜 小円（ぬくたまり こまる）
和の同級生。雑貨作家で、『ゆほびか』ではおみやげの雑貨の製作を担当。小動物的存在。
標 健壮（しめぎ けんそう）
和が高校時代に付き合っていた男性。建築士で、『ゆほびか』の設計を担当。本当は梵が好きだった。
甘木 糾（あまき ただし）
小円の片想いの相手。通称「キュー」。
甘木 結（あまき ゆう）
糾の義理の息子。通称「カンカン」。現役高校生で、フリーライターを兼務。ペンネーム「甘露花結（かんろかゆう）」。

## 用語
眺居座　ゆほびか（ながいざ ゆほびか）
梵が徳島に作った温泉宿。「顧客に最高のサービス」を提供するという趣旨で1日1組限定、宿代も通常よりかなり高く設定しているがほとんどの顧客が満足し、リピーターになる顧客も少なくない。
「ゆほびか」は「穏やか、静か」を意味する古語。

## 書籍情報
まんがタイムコミックスより全5巻
1. 2010年5月7日発売、ISBN 978-4-8322-6848-7
2. 2011年10月7日発売、ISBN 978-4-8322-5010-9
3. 2013年5月7日発売、ISBN 978-4-8322-5185-4
4. 2014年9月5日発売、ISBN 978-4-8322-5320-9
5. 2016年4月7日発売、ISBN 978-4-8322-5472-5